# Ян Джевецки (генерал)
Ян Джевѐцки (на полски: Jan Drzewiecki) е полски военен, фронтови офицер от Втората световна война, бригаден генерал от Полската армия, съпруг на писателката и сценаристка Станислава Джевецка.
Роден в семейство на евреи – Адам и Паулина Холцер. До 1936 г. завършва 4 клас на основно училище в Краков, а до 1939 г. е ученик на Полиграфическото училище и Националната печатница в Краков. През 1936 г. става член на Съюза на комунистическата младеж на Полша, a след като Коминтерна разтрогва съюза, през 1938 г. става член на младежката организация Дружества на работническия университет, като от януари 1939 г. е секретар на дружеството.

## Военна служба

### Червената армия
През септември 1939 г., когато избухва войната, Джевецки е на преднаборна възраст. Евакуиран е от Краков в източните територии на Полша и от 17 септември се оказва в Лвов, в зоната окупирана от съветската армия. В редиците на червената армия е от май 1940 г. до 29 август 1943 г. Слушател в офицерската пехотна школа в Минск, през есента на 1941 г. е повишен в младши лейтенант. Участва в битката край Сталинград, в битката край Москва и в битката за Харков; раняван е два пъти. През август 1943 г. преминава на служба в Първи корпус на Полските въоръжени сили в СССР.

### Полски въоръжени сили в СССР
От 30 август 1943 г. следва в Офицерска пехотна школа на Първи корпус в Рязан (на територията на съветската офицерска школа „Климент Ворошилов“). Завършва школата с чин подпоручик. От края на 1943 г. до март 1944 г. е заместник-командир на батальон. Преминава бойния път на Първа пехотна дивизия „Тадеуш Кошчушко“. През 1945 г. е повишен в чин майор, а от юни 1945 г. в чин подполковник.

### Полска армия
В периода 1947 – 1960 г. е в Генералния щаб на Полската армия. Последната му длъжност в щаба е шеф на Оперативното управление, при което отговаря за планирането на действията в северните части на Европа, включително завземането на Дунав и инвазията в Борнхолм в рамките на евентуален конфликт между изтока и запада.
Според събраните от Института за национална памет материали той е бил таен сътрудник на Военна информация. Използва псевдоним „Портер“. Вербуван е през 1952 г. от Главно управление информация на полската армия.
През 1997 г. в своя ретроспекция за разузнаването признава, че в онези години плановете на Генералния щаб имат нападателен характер, отбранителни планове липсват. От 1955 г. е бригаден генерал. През 1956 г. като ръководещ екип е един от съавторите на меморандума на Генералния щаб относно създаващия се тогава Варшавски договор. В меморандума се настоява за по-голяма оперативна независимост на полските въоръжени сили и за разширяване на националния характер на въоръжените сили на Народна република Полша.
След 1962 г. служи като командир на Девета механизирана дивизия, а по-късно като командир на Воеводския щаб на армията. От 1969 г. е генерал в оставка. Умира от рак във Варшава и е погребан на военното гробище Повонзки (парцел EII-9-5).

## Отличия
- Офицерски кръст на Ордена на Възраждане на Полша (1958)
- Кавалерски кръст на Ордена на Възраждане на Полша (1945)
- Орден на Кръста на Грюнвалд III степен (1945)
- Златен кръст за заслуги
- Медал на десетилетието на народна Полша (1954)
- Златен медал „Въоръжени сили в служба на родината“
- Сребърен медал „Въоръжени сили в служба на родината“
- Бронзов медал „Въоръжени сили в служба на родината“
- Бронзов медал „За заслуги за защита на страната“
- Медал „За победата над германия във великата отечествена война 1941 – 1945“ и много други.